# Greigia landbeckii
Greigia landbeckii là một loài thực vật có hoa trong họ Bromeliaceae. Loài này được (Lechl. ex Phil.) F.Phil. mô tả khoa học đầu tiên năm 1881.